# Бад-Вімпфен
Бад-Вімпфен (нім. Bad Wimpfen) — місто в Німеччині, знаходиться в землі Баден-Вюртемберг. Підпорядковується адміністративному округу Штутгарт. Входить до складу району Гайльбронн.
Площа — 19,38 км2. Населення становить 7308 ос. (станом на 31 грудня 2020).